# Film Independent's Spirit Awards
Les Film Independent's Spirit Awards (aussi surnommés Independent Spirit Awards ou Spirit Awards), sont des récompenses de cinéma américaines décernées aux films indépendants.
Ils sont décernés depuis 1986, à Santa Monica (Californie), par Film Independent qui organise aussi le festival du film de Los Angeles (Los Angeles Film Festival, LAFF), où sont d'abord projetés les films sélectionnés aux Spirit Awards.

## Historique
De 1986 à 2004, cette récompense se nommait Independent Spirit Awards. Elle est depuis 2007 rebaptisée Film Independent's Spirit Awards, ou plus communément Spirit Awards.

## Catégories de récompense
- Meilleur film – depuis 1986, la récompense est décernée au producteur
- Meilleur premier film (en) – depuis 1987
- Prix John-Cassavetes (en) – depuis 1999, récompense le meilleur film à petit budget
- Meilleur réalisateur – depuis 1986
- Meilleur scénario (en) – depuis 1986
- Meilleur premier scénario (en) depuis 1995
- Meilleur acteur (en) – depuis 1986
- Meilleure actrice (en) – depuis 1986
- Meilleure actrice dans un second rôle (en) depuis 1988
- Meilleur acteur dans un second rôle (en) depuis 1988
- Meilleur film international (en) – prix spécial en 1986 et 1987, prix régulier depuis 19XX
- Meilleur documentaire (en)
- Meilleure photographie (en) depuis 1987
- Meilleur montage (en) depuis 2014
- Prix Robert Altman – depuis 2008, prix spécial
- Meilleur film musical – en 1992
- Meilleure musique en 1993
- Meilleure performance débutante de 1995 à 2005
- Prix de la personne à regarder (someone to watch) depuis 1995
- Prix des producteurs depuis 1998
- Prix plus vrai que la fiction depuis 1997
- Distinction spéciale en 1993, 1995, 2004, 2005
- Bonnie Award, depuis 2018, d'après le nom de la première femme pilote, Bonnie Tiburzi, dans une ligne aérienne commerciale, American Airlines, qui commandite le prix de 50 000 dollars, pour encourager les femmes cinéastes en milieu de carrière.